# فيديريكو غونزاليس سواريز
فيديريكو غونزاليس سواريز (بالإسبانية: Federico González Suárez)‏ هو قسيس ومؤرخ إكوادوري وكولومبي، ولد في 12 أبريل 1844 في كيتو في الإكوادور، وتوفي بنفس المكان في 1 ديسمبر 1917.